# Pré-Alpes das Baronnies
Os Pré-Alpes das Baronnies (em italiano:  Prealpi delle Baronnie) é um maciço que faz parte dos Alpes Ocidentais na sua secção da Pré-Alpes do Delfinado e se encontra  no departamento francês da Drôme. O ponto mais alto é a Montanha de Mare com  1.603 m.
Os Pré-Alpes do Dévoluy, Pré-Alpes ocidentais de Gap, Pré-Alpes do Vercors, 
Pré-Alpes do Diois, e Pré-Alpes das Baronnies formam os Pré-Alpes do Delfinado.
Baronnies provém do nome de uma região natural e histórica francesa, em língua occitana Baroniás.

## SOIUSA
A Subdivisão Orográfica Internacional Unificada do Sistema Alpino (SOIUSA) criada em 2005, dividiu os Alpes em duas grandes partes:Alpes Ocidentais e Alpes Orientais, separados pela linha formada pelo  Rio Reno - Passo de Spluga - Lago de Como - Lago de Lecco.

### Classificação  SOIUSA
Segundo a SOIUSA este acidente orográfico chama-se  Pré-Alpes das Baronnies e é uma Sub-secção alpina  com a seguinte classificação:
- Parte = Alpes Ocidentais
- Grande sector alpino = Alpes Ocidentais-Sul
- Secção alpina = Pré-Alpes do Delfinado
- Sub-secção alpina = Pré-Alpes das Baronnies
- Código = I/A-6.V